# John Tolkin
John Tolkin (Chatham Borough, 21 luglio 2002) è un calciatore statunitense, difensore del Holstein Kiel.

## Caratteristiche tecniche
È un terzino sinistro grintoso che riesce a mantenere un ritmo costante di gioco in tutte le fasi di gioco. È particolarmente efficace anche da situazioni di palla inattiva.

## Carriera

### Club

#### New York Red Bulls
Cresciuto nel settore giovanile del N.Y. Red Bulls, debutta in Major League Soccer l'8 maggio 2021 in occasione del match vinto 2-0 contro il Toronto FC. Inserito stabilmente in prima squadra, la stagione 2021 ha sancito il suo utilizzo come titolare fisso, venendo impiegato in 29 partite tra stagione regolare e play-off.
Complessivamente con il club newyorkese ha disputato 135 partite e realizzato nove reti tra tutte le competizioni a cui ha preso parte dal 2021 al 2024.

#### L'approdo in Germania
Il 16 gennaio 2025 viene ingaggiato dal club tedesco Holstein Kiel, militante in Bundesliga.

### Nazionale

#### Nazionali giovanili
Ha giocato nelle nazionali giovanili statunitensi Under-17 ed Under-23.
Nel 2024 è stato convocato per rappresentare gli Stati Uniti alle Olimpiadi 2024. Ha disputato tutte e quattro le partite giocate dalla nazionale statunitense, venendo sempre utilizzato da titolare.

#### Nazionale maggiore
Il 25 gennaio 2023 ha esordito in nazionale maggiore nell'amichevole persa contro la Serbia (1-2).
Nel mese di giugno dello stesso anno viene convocato per la CONCACAF Gold Cup 2023 dal selezionatore statunitense e durante l'arco della manifestazione continentale ha disputato due partite, contro la Giamaica nella fase a gironi e contro il Panama in semifinale.

## Statistiche

### Presenze e reti nei club
Statistiche aggiornate al 16 giugno 2025.
| Stagione                     | Squadra                      | Campionato                   | Campionato | Campionato | Coppe nazionali | Coppe nazionali | Coppe nazionali | Coppe continentali | Coppe continentali | Coppe continentali | Altre coppe | Altre coppe | Altre coppe | Totale | Totale |
| Stagione                     | Squadra                      | Comp                         | Pres       | Reti       | Comp            | Pres            | Reti            | Comp               | Pres               | Reti               | Comp        | Pres        | Reti        | Pres   | Reti   |
| ---------------------------- | ---------------------------- | ---------------------------- | ---------- | ---------- | --------------- | --------------- | --------------- | ------------------ | ------------------ | ------------------ | ----------- | ----------- | ----------- | ------ | ------ |
| 2019                         | N.Y. Red Bulls II            | USL                          | 13         | 0          |                 | -               | -               |                    | -                  | -                  |             | -           | -           | 13     | 0      |
| 2020                         | N.Y. Red Bulls II            | USL                          | 12         | 0          |                 | -               | -               |                    | -                  | -                  |             | -           | -           | 12     | 0      |
| 2021                         | N.Y. Red Bulls II            | USL                          | 1          | 0          |                 | -               | -               |                    | -                  | -                  |             | -           | -           | 1      | 0      |
| Totale New York Red Bulls II | Totale New York Red Bulls II | Totale New York Red Bulls II | 26         | 0          |                 | -               | -               |                    | -                  | -                  |             | -           | -           | 26     | 0      |
| mar. 2020                    | N.Y. Red Bulls               | MLS                          | 0          | 0          |                 | -               | -               |                    | -                  | -                  |             | -           | -           | 0      | 0      |
| 2021                         | N.Y. Red Bulls               | MLS                          | 28+1       | 1+0        |                 | -               | -               |                    | -                  | -                  |             | -           | -           | 29     | 1      |
| 2022                         | N.Y. Red Bulls               | MLS                          | 31+1       | 1+0        | USOC            | 5               | 1               |                    | -                  | -                  |             | -           | -           | 37     | 2      |
| 2023                         | N.Y. Red Bulls               | MLS                          | 27+3       | 3+1        | USOC            | 2               | 0               |                    | -                  | -                  | LC          | 4           | 0           | 36     | 4      |
| 2024                         | N.Y. Red Bulls               | MLS                          | 28+5       | 2+0        |                 | -               | -               |                    | -                  | -                  |             | -           | -           | 33     | 2      |
| Totale New York Red Bulls    | Totale New York Red Bulls    | Totale New York Red Bulls    | 124        | 8          |                 | 7               | 1               |                    | -                  | -                  |             | 4           | 0           | 135    | 9      |
| gen.-giu. 2025               | Holstein Kiel                | BL                           | 11         | 0          | CG              | -               | -               | -                  | -                  | -                  | -           | -           | -           | 11     | 0      |
| Totale carriera              | Totale carriera              | Totale carriera              | 161        | 8          |                 | 7               | 1               |                    | -                  | -                  |             | 4           | 0           | 172    | 9      |

### Cronologia presenze e reti in nazionale
| Cronologia completa delle presenze e delle reti in nazionale ― Stati Uniti | Cronologia completa delle presenze e delle reti in nazionale ― Stati Uniti | Cronologia completa delle presenze e delle reti in nazionale ― Stati Uniti | Cronologia completa delle presenze e delle reti in nazionale ― Stati Uniti | Cronologia completa delle presenze e delle reti in nazionale ― Stati Uniti | Cronologia completa delle presenze e delle reti in nazionale ― Stati Uniti | Cronologia completa delle presenze e delle reti in nazionale ― Stati Uniti | Cronologia completa delle presenze e delle reti in nazionale ― Stati Uniti |
| Data                                                                       | Città                                                                      | In casa                                                                    | Risultato                                                                  | Ospiti                                                                     | Competizione                                                               | Reti                                                                       | Note                                                                       |
| -------------------------------------------------------------------------- | -------------------------------------------------------------------------- | -------------------------------------------------------------------------- | -------------------------------------------------------------------------- | -------------------------------------------------------------------------- | -------------------------------------------------------------------------- | -------------------------------------------------------------------------- | -------------------------------------------------------------------------- |
| 29-1-2023                                                                  | Los Angeles                                                                | Stati Uniti                                                                | 0 – 0                                                                      | Colombia                                                                   | Amichevole                                                                 | -                                                                          | 81’                                                                        |
| 24-6-2023                                                                  | Chicago                                                                    | Stati Uniti                                                                | 1 – 1                                                                      | Giamaica                                                                   | Gold Cup 2023 - 1º turno                                                   | -                                                                          | 82’                                                                        |
| 12-7-2023                                                                  | San Diego                                                                  | Stati Uniti                                                                | 1 – 1 dts (4 – 5 dtr)                                                      | Panama                                                                     | Gold Cup 2023 - Semifinale                                                 | -                                                                          | 104’                                                                       |
| 20-1-2024                                                                  | San Antonio                                                                | Stati Uniti                                                                | 0 – 1                                                                      | Slovenia                                                                   | Amichevole                                                                 | -                                                                          | 61’                                                                        |
| 10-6-2025                                                                  | Nashville                                                                  | Stati Uniti                                                                | 0 – 4                                                                      | Svizzera                                                                   | Amichevole                                                                 | -                                                                          | 46’                                                                        |
| 22-6-2025                                                                  | Arlington                                                                  | Stati Uniti                                                                | 2 – 1                                                                      | Haiti                                                                      | Gold Cup 2025 - 1° turno                                                   | -                                                                          |                                                                            |
| 29-6-2025                                                                  | Minneapolis                                                                | Stati Uniti                                                                | 2 – 2 (4 – 3 dtr)                                                          | Costa Rica                                                                 | Gold Cup 2025 - Quarti di finale                                           | -                                                                          | 84’                                                                        |
| 2-7-2025                                                                   | St. Louis                                                                  | Stati Uniti                                                                | 2 – 1                                                                      | Guatemala                                                                  | Gold Cup 2025 - Semifinale                                                 | -                                                                          | 77’                                                                        |
| 6-7-2025                                                                   | Houston                                                                    | Stati Uniti                                                                | 1 – 2                                                                      | Messico                                                                    | Gold Cup 2025 - Finale                                                     | -                                                                          | 86’                                                                        |
| Totale                                                                     |                                                                            | Presenze                                                                   | 9                                                                          |                                                                            | Reti                                                                       | 0                                                                          |                                                                            |

| Cronologia completa delle presenze e delle reti in nazionale ― Stati Uniti olimpica | Cronologia completa delle presenze e delle reti in nazionale ― Stati Uniti olimpica | Cronologia completa delle presenze e delle reti in nazionale ― Stati Uniti olimpica | Cronologia completa delle presenze e delle reti in nazionale ― Stati Uniti olimpica | Cronologia completa delle presenze e delle reti in nazionale ― Stati Uniti olimpica | Cronologia completa delle presenze e delle reti in nazionale ― Stati Uniti olimpica | Cronologia completa delle presenze e delle reti in nazionale ― Stati Uniti olimpica | Cronologia completa delle presenze e delle reti in nazionale ― Stati Uniti olimpica |
| Data                                                                                | Città                                                                               | In casa                                                                             | Risultato                                                                           | Ospiti                                                                              | Competizione                                                                        | Reti                                                                                | Note                                                                                |
| ----------------------------------------------------------------------------------- | ----------------------------------------------------------------------------------- | ----------------------------------------------------------------------------------- | ----------------------------------------------------------------------------------- | ----------------------------------------------------------------------------------- | ----------------------------------------------------------------------------------- | ----------------------------------------------------------------------------------- | ----------------------------------------------------------------------------------- |
| 24-7-2024                                                                           | Marsiglia                                                                           | Francia olimpica                                                                    | 3 – 0                                                                               | Stati Uniti olimpica                                                                | Olimpiadi 2024 - 1º turno                                                           | -                                                                                   |                                                                                     |
| 27-7-2024                                                                           | Marsiglia                                                                           | Nuova Zelanda olimpica                                                              | 1 – 4                                                                               | Stati Uniti olimpica                                                                | Olimpiadi 2024 - 1º turno                                                           | -                                                                                   |                                                                                     |
| 30-7-2024                                                                           | Saint-Etienne                                                                       | Stati Uniti olimpica                                                                | 3 – 0                                                                               | Guinea olimpica                                                                     | Olimpiadi 2024 - 1º turno                                                           | -                                                                                   |                                                                                     |
| 2-8-2024                                                                            | Parigi                                                                              | Marocco olimpica                                                                    | 4 – 0                                                                               | Stati Uniti olimpica                                                                | Olimpiadi 2024 - Quarti di finale                                                   | -                                                                                   | 80’                                                                                 |
| Totale                                                                              |                                                                                     | Presenze                                                                            | 4                                                                                   |                                                                                     | Reti                                                                                | 0                                                                                   |                                                                                     |